# Altamiro Rossato

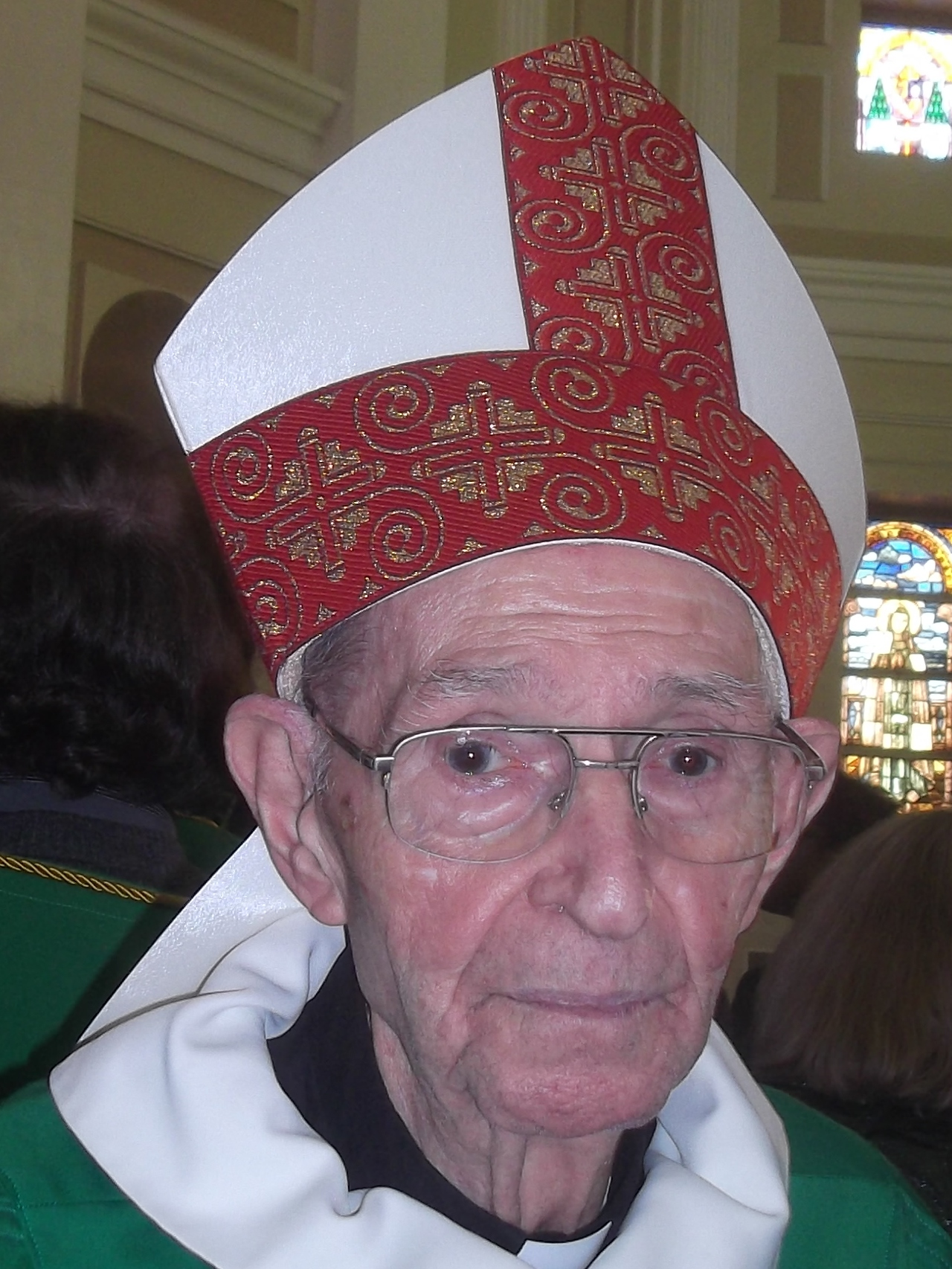
Rossato en 2013

Altamiro Rossato (Campininha, Tuparendi, 23 de junio de 1925-Porto Alegre, 13 de mayo de 2014) fue un prelado católico basileño y Arzobispo emérito de la Arquidiócesis de Porto Alegre. Fue arzobispo de Porto Alegre desde 1991 hasta 2001.

## Biografía
Rossato se ordenó sacerdote en 1951 en São Paulo Continuó sus estudios en Roma en la Universidad Pontificia de Santo Tomás de Aquino completando su doctorado en filosofía en 1953 y en Teología en 1955.
Fue ordenado sacerdote en la ciudad de Marabá en 1985. Y se convirtió en arzobispo de Porto Alegre en 1989 y ejerció este puesto hasta 2001.
Falleció en el hospital de San Francisco en Porto Alegre a la edad de 88 años por un fallo mnultiorgánico.